# ریچارد لمن
ریچارد لمن (انگلیسی: Richard Leman؛ زادهٔ ۱۳ ژوئیهٔ ۱۹۵۹) بازیکن هاکی روی چمن اهل بریتانیا است.
وی در مسابقات کشوری و بین‌المللی در مجموع برندهٔ ۱ مدال طلا، ۱ مدال نقره، ۱ مدال برنز شده‌است.